# 维尔斯特
维尔斯特（德語：Wilster，發音：[ˈvɪlstɐ] ⓘ）是德国石勒苏益格-荷尔斯泰因州施泰因堡县的城市，面积2.71平方千米，2023年12月31日人口为4,389人。